# Karel Lamač
Karel Lamač (27 de gener 1897 – 2 d'agost 1952) fou un director cinematogràfic, actor, guionista i productor txec. Pioner del cinema del seu país, va conrear diversos gèneres. Com a actor va destacar tant en papers de galant com en personatges còmics. Ja a l'era del cine mut s'introduí en el cinema austríac i en l'era sonora treballà a Alemanya, Anglaterra i França. La seva carrera està íntimament lligada a la de l'actriu txeca Anny Ondra. Va dirigir 102 films (entre 1919 i la seva mort) i actuà en 61 (entre 1919 i 1938).

## Biografia
Va néixer a Praga, aleshores Àustria-Hongria, en una família acomodada. El seu pare era farmacèutic i desitjava que ell seguís la professió. Karel estudià la carrera, però no arribà a exercir mai, tot compaginant els estudis amb els seus interessos artístics: actuà al teatre, estudià violí i fundà una orquestra estudiantil, feu de prestidigitador i filmà documentals a Alemanya. En esclatar la primera guerra mundial romangué al país i va fer de corresponsal i cameràman de guerra.
Acabat el conflicte, s'incorporà a la companyia txecoslovaca Excelsior Films, com a director tècnic. El 1919 debutà com a actor a Alois vyhral los (Alois guanya la grossa), estrenant-se en el rol de galant irresistible que li seria habitual durant els anys 20. El mateix any començà a dirigir films, en la major part dels quals també actuava. Cercant com impulsar la incipient indústria del cinema al seu país, va apostar pel gènere de moda: el slapstick de tall americà.
És així com va trobar la partenaire ideal en una jove actriu especialment dotada per al cinema còmic: Anna Ondraková, que esdevindria una estrella internacional amb el pseudònim Anny Ondra. Les seves carreres es van desenvolupar en paral·lel, ja que treballaren junts fins al 1936 i en aquest període van arribar a fundar plegats dues companyies productores: KALOS el 1921 a Praga, que va produir tres films, i més tard, a Berlín, Ondra-Lamač Film, que va produir-ne 40 films 1930 i 1936. D'altra banda, van esdevenir parella sentimental, situació que van mantenir fins al 1930, quan Ondra conegué el seu futur marit Max Schmeling. El casament d'ella no impedí que seguissin treballant junts ni que mantinguessin una forta amistat.
Davant l'escassedat de mitjans de la indústria cinematogràfica txecoslovaca durant els anys 1920, Lamač rodava sovint en estudis de Viena o Berlín, cosa que li va obrir cada vegada més possibilitats de treballar amb directors i productors estrangers. L'any 1924 aconseguí el seu primer èxit de ressò mundial amb Bilý raj (Paradís blanc), com a director i protagonista masculí - amb Anny Ondra com a actriu principal. L'estancament del cinema al seu país i la irrupció de la tècnica del sonor van decidir Lamač i Ondra a instal·lar-se a Berlín, per dedicar-se ja exclusivament a produir pel·lícules sonores. El 1930 hi van fundar la companyia Ondra-Lamač Films, amb els seus col·laboradors habituals: el guionista Václac Wasserman i el càmera Otto Heller. A partir d'aquesta època, Lamač va passar a concentrar-se en la direcció, els guions, el muntatge i la producció, i va deixar progressivament d'actuar – dels més de 80 papers de la seva carrera només una desena són sonors –. La majoria dels films de la companyia són comèdies protagonitzades per Ondra, de gran èxit arreu d'Europa, especialment als països germànics, i sovint rodades també amb versió francesa i txeca: per exemple el seu primer sonor en alemany, Die vom Rummelplatz (Gent de la fira, 1930), la revista Kiki (1932), l'opereta Polenblut (Sang polonesa, 1934) o la farsa circense Der junge Graf (El jove comte, 1935). Però també van produir pel·lícules sense l'actriu i dirigides per Lamač, com la comèdia militar K. und K. Feldmarschall / Monsieur le maréchal (1930), les notables adaptacions de novel·la criminal Der Zinker (1931) i Der Hexer (1932), o una sèrie de curts amb el còmic bavarès Karl Valentin, rodats entre 1933 i 1934, que foren reeditats després de la mort de Lamač en el recull Das Lachkabinett (1953).,
El 1937, davant la pressió cada vegada més gran del govern nazi sobre el món artístic, Lamač i Ondra es van plantejar traslladar la productora als Estats Units, però ella estava lligada a Alemanya pel seu marit i finalment van decidir liquidar la companyia. Karel Lamač marxà a Viena, on va rodar uns quants films, entre ells Pat und Patachon im Paradies (1937) protagonitzada pels còmics danesos Carl Schenstrom i Harald Madsen. El 1938 emigrà als Països Baixos i, fugint de la guerra, passà a França i finalment al Regne Unit, on s'allistà a la RAF. Durant la, Segona Guerra Mundial va filmar documentals sobre la vida dels soldats txecoslovacs i també pel·lícules comercials com el film d'espies They met in the dark, protagonitzada per James Mason, i la sàtira anti-nazi Schweik’s new adventures. Acabat el conflicte, Lamač tornà al seu país, però en marxà definitivament arran de la instauració del règim soviètic. Durant els anys següents va continuar rodant amb èxit a França i a la República Federal Alemanya.
El seu darrer film, Die Diebin von Bagdad (La lladre de Bagdad) s'estrenà el 1952. Aquell mateix agost, Lamač morí a Hamburg, a conseqüència d'una afecció greu de ronyó i fetge, acompanyat per la seva gran amiga Anny Ondra.

## Filmografia

### Director
S'indica si també hi treballà com a actor, i si hi actuà Anny Ondra.
- Vzteklý ženich (1919)
- Akord smrti (1919) - actor
- Gilly poprvé v Praze (1920) – actor, amb Anny Ondra
- Otrávené světlo (1921) – actor, amb Anny Ondra
- Drvoštěp (1923) – actor, amb Anny Ondra
- Bílý ráj (1924) – amb Anny Ondra
- Chyťte ho! (1925) – actor, amb Anny Ondra
- Karel Havlíček Borovský (1925) – actor, amb Anny Ondra
- Lucerna (1925) – actor, amb Anny Ondra
- Hraběnka z Podskalí (1926) – actor, amb Anny Ondra
- Dobrý voják Švejk (1926) – actor
- Švejk na frontě (1926) – actor
- Velbloud uchem jehly (1926) – actor, amb Anny Ondra
- Pantáta Bezoušek (1927) – actor, amb Anny Ondra
- Květ ze Šumavy (1927) – actor, amb Anny Ondra
- Sladká Josefínka (1927) – actor, amb Anny Ondra
- Dcery Eviny / Evas Töchter / Anny... fille d'Ève (1928) – amb Anny Ondra
- Der erste Küβ (1928) –amb Anny Ondra
- Saxophon-Susi (1928) – amb Anny Ondra
- Hříchy lásky (1929)
- Sündig und süß (1929) – amb Anny Ondra
- Das Mädel mit der Peitsche (1929) – actor, amb Anny Ondra
- Die Kaviarprinzessin / The Virgin of Paris (1930) – actor, amb Anny Ondra
- Das Mädel aus U.S.A. (1930) – amb Anny Ondra
- Die vom Rummelplatz / Fairground People (1930) –amb Anny Ondra
- K. und K. Feldmarschall / Monsieur le maréchal (1930)
- Eine Freundin so goldig wie Du (1930) – amb Anny Ondra
- On a jeho sestra / Er und seine Schwester (1931) – amb Anny Ondra
- Der Zinker (1931)
- To neznáte Hadimrsku (1931)
- Die Fledermaus / La chauve-souris  (1931) – actor, amb Anny Ondra
- Wehe, wenn er losgelassen (1932)
- Mamsell Nitouche / Mam’zelle Nitouche (1932) – amb Anny Ondra
- Eine Nacht im Paradies / Une nuit au paradis (1932) – amb Anny Ondra
- Lelíček ve službách Sherlocka Holmese (1932)
- Der Hexer (1932)
- Die grausame Freundin (1932) – amb Anny Ondra
- Faut-il les marier? (1932) – amb Anny Ondra
- Kiki, Der Lebensweg einer kleinen Choristin / Kiki (en francès) (1932) – amb Anny Ondra
- Baby (1932) – amb Anny Ondra
- Die Tochter des Regiments / La fille du régiment (1933) – amb Anny Ondra
- Fräulein Hoffmanns Erzählungen (1933) – amb Anny Ondra
- Dobrý tramp Bernášek (1933)
- Jindra, hraběnka Ostrovínová (1933) - actor
- Das verliebte Hotel (L'hotel de l'amor) / Atlantic Hotel (1933) – amb Anny Ondra
- Orchesterprobe (1933, curt)
- So ein Theater! (1934, curt)
- Der verhexte Scheinwerfer (1934, curt)
- Die vertauschte Braut (1934) – amb Anny Ondra
- L'amour en cage (1934) – amb Anny Ondra
- Karneval und Liebe (1934)
- Klein Dorrit (1934) – amb Anny Ondra
- Frasquita (1934)
- Der Fall Brenken (1934)
- Polská krev / Polen Blut (1934) – amb Anny Ondra
- Nezlobte dědečka (1934)
- Knockout - Ein junges Mädchen, ein junger Mann  (1935) – amb Anny Ondra
- Großreinemachen (1935) – amb Anny Ondra
- Ich liebe alle Frauen / J'aime toutes les femmes (1935)
- Im weißen Rößl (1935)
- Der junge Graf (1935)
- Der Postillon von Longjumeau (1936)
- Der schüchterne Casanova (1936)
- Flitterwochen (1936) – amb Anny Ondra
- Na tý louce zelený (1936)
- Wo die Lerche singt (1936)
- Der Hund von Baskerville (1937)
- Ein Mädel vom Ballett (1937) – amb Anny Ondra
- Vor Liebe wird gewarnt (1937) – amb Anny Ondra
- Der Scheidungsgrund / Důvod k rozvodu (1937) – amb Anny Ondra
- Die Landstreicher (1937)
- Pat und Patachon im Paradies (Àustria, 1937)
- Peter im Schnee (Àustria, 1937)
- Florentine (Àustria, 1937)
- Immer wenn ich glücklich bin..! (Àustria, 1938)
- Milování zakázáno (Txecoslovàquia, 1938)
- Frühlingsluft (1938)
- Duchácek to zarídí (Txecoslovàquia, 1938)
- Lucerna (Txecoslovàquia, 1938)
- Pozor, straší (Txecoslovàquia, 1938)
- Place de la Concorde (França,1939)
- Slávko, nedej se! (Txecoslovàquia, 1939)
- U pokladny stál... (Txecoslovàquia, 1939)
- De Spooktrein (Països Baixos, 1939)
- Narcisse (França, 1940)
- Schweik's New Adventures (Regne Unit, 1943)
- They Met in the Dark (Regne Unit, 1943)
- It Happened One Sunday / 'Stalo se jedné nedéle (Regne Unit, 1944)
- La Colère des dieux (França, 1947)
- Une nuit à Tabarin (França, 1947)
- Die Diebin von Bagdad / The Thief of Bagdad (RFA, 1952)

### Actor
- Helena (Manfred Noa, 1924)
- Der geheime Agent (Erich Schönfelder, 1924)
- Páter Vojtech (Martin Frič, 1932)
- Kantor ideál (Martin Frič, 1932)
- Tri kroky od tela (Svatopluk Innemann, 1934)